# Shunzo Ohno
Shunzo Ohno (jap. 大野 俊三, Ōno Shunzō; * 22. März 1949 in der Präfektur Gifu) ist ein japanischer Fusion- und Jazztrompeter.

## Leben und Wirken
Ohno lernte erst Posaune und wechselte mit 17 Jahren zur Trompete. Er stieg Ende der 1960er Jahre zu einem der gefragtesten Jazztrompeter Japans auf. Ab 1968 spielte er in der Band des Altsaxophonisten Keiichiro Ebihara (Keiichiro Ebihara and his Lobsters), in den Gruppen Sound Limited, Soul Media und im Quintett des Schlagzeugers George Otsuka. Anfang der 1970er Jahre war er Mitglied von Art Blakeys Jazz Messengers. 1972 erschien seine erste Platte in Japan. 1973 zog er nach New York und nahm in der Folge unter anderem mit Norman Connors, Masabumi Kikuchi und Roy Haynes auf. Weitere Alben unter eigenem Namen folgten (z. B. Bubbles 1975 mit seiner gleichnamigen Komposition), bei denen u. a. Marcus Miller, Carter Jefferson und Onaje Allan Gumbs mitwirkten. Er nahm in den 1980er Jahren mehrere Alben mit Gil Evans auf, war an einer Platte von David Byrne (Rei Momo, 1989) beteiligt, nahm 1982 mit Machito auf, trat auf dem North Sea Jazz Festival auf und tourte mit Herbie Hancock und Wayne Shorter. 1989 spielte er mit Buster Williams, Wayne Shorter, Al Foster und Herbie Hancock das Album Something More ein. Eine Lippenverletzung aufgrund eines Autounfalls und eine Krebserkrankung unterbrachen in den 1990er Jahren seine Karriere.

## Diskographische Hinweise
- Bubbles (East Wind, 1976)
- Quarter Moon (Electric Bird, 1979; Inner City, 1981) mit Marcus Miller
- Antares (Electric Bird, 1980) mit Marcus Miller
- Manhattan Blue (Electric Bird, 1987)
- ReNew (Pulsebeats, 2015), mit Clifford Carter, Paul Bollenback, Sasha Ono, Buster Williams, Ira Coleman, Ed Howard, Billy Drummond, Jerome Jennings, Cyro Baptista, Ray Spiegel, George Yamazawa